# 883年
| 千纪： | 1千纪                                                                                           |
| 世纪： | 8世纪 \| 9世纪 \| 10世纪                                                                        |
| 年代： | 850年代 \| 860年代 \| 870年代 \| 880年代 \| 890年代 \| 900年代 \| 910年代                       |
| 年份： | 878年 \| 879年 \| 880年 \| 881年 \| 882年 \| 883年 \| 884年 \| 885年 \| 886年 \| 887年 \| 888年 |
| 纪年： | 癸卯年（兔年）；唐中和三年；南诏贞明承智大同七年；黄巢金统四年；日本元慶七年                    |

## 大事记
- 成德節度使王景崇卒，子王鎔繼任節度使。
- 魏博節度使韓簡攻鄆州不克，解圍西攻河陽，大敗，澶州刺史樂彥禎入魏州拒韓簡，韓簡為部下所殺，樂彥禎自任節度使。
- 雁門節度使李克用克長安，黃巢焚宮室東走，圍陳州。
- 諸道兵入長安，暴掠長安屋室居民。
- 忠武鹿晏弘掠鄧州、洋州，攻陷興元，逐節度使牛勖，自任山南西道節度使。

## 出生
- 布尔查德二世（英语：Burchard II, Duke of Swabia），士瓦本公國公爵。（也有可能生于884年）
- 孝恭王，新罗（朝鲜）君王。（912年逝世）
- Ibn Masarra（英语：Ibn Masarra），穆斯林禁慾主義者兼学者。（931年逝世）
- 赵季良，後蜀大臣。（946年逝世）
- 趙廷隱，中国大将。（949年逝世）

## 逝世
- 孟楷
- 皮日休
- 鄭畋